# 中川村 (愛媛県周桑郡)
中川村（なかがわむら）は愛媛県東予地方の周敷郡のち周桑郡にあった村である。1956年（昭和31年）に、丹原町、中川村、田野村との1町2村の合併により丹原町となり、自治体としては消滅した。丹原町は平成の市町村合併にて西条市、東予市、丹原町、小松町の合併により、西条市となり、現在に至っている。

## 地理
周桑平野（道前平野）の西端、中山川が形成する扇状地及び河岸段丘に位置する。
河川
中山川、関屋川
村名の由来
不詳

## 村の沿革
- 1889年12月15日 - 町村制施行により周敷郡湯谷口村（ゆやぐち-）、志川村（しかわ-）、寺尾村（てらお-）、来見村（くるみ-）、石経村（いしきょう-）、関屋村（せきや-）の6か村、及び明穂村（あかお-）の一部が合併し周敷郡中川村として発足。大字石経に役場をおく。
- 1897年4月1日 - 周敷郡が桑村郡と合併したため、周桑郡の所属となる。
- 1955年7月20日 - 周桑郡桜樹村と合併して周桑郡中川村となる。
- 1956年9月1日 - 旧桜樹村の滑川、および明河の一部が温泉郡川内村に編入され温泉郡川内町に、残りの全域が周桑郡丹原町、田野村と合併して周桑郡丹原町となり、中川村は自治体としては消滅。

```
中川村の系譜
（町村制実施以前の村）　（明治期）　　　　　（昭和の合併）　　　　　（平成の合併）
　　　　　　　　　　　　町村制施行時　　　　え
　　　　　　　　　　桜樹村━━━━━━━┓　┃
湯谷口━━━━┓　　　　　　　　　　　　┃　┃
志川　━━━━╋━━中川村━━━━━━━┻━┫
寺尾　━━━━┫　　　　　　　　　　　　う　┃
来見　━━━━┫　　　　　　　　　　　　　　┃
関屋　━━━━┫　　　　　　　　　　　　　　┃
石経　━━━━┫　　　　　　　　　　　　　　┃
明穂　━━━━┫　　　　　　　　　　　　　　┃
　　　　　　　┃　　　　　　　　　　　　　　┃
　　　　　明穂の一部は　　　　　　　　　　　┃
　　　　　石根村へ　　　　　　　　　　　　　┃
　　　　　　　　　　　　　　　　　　　　　　┃
　　　　　　　　　　田野村━━━━━━━━━┫昭和31年9月1日
　　　　　　　　　　　　　　　あ　　　　　　┃ 合併
　　　　　　　　　　福岡村━━丹原町━┳━━┻┳━━━━━━━━┓
　　　　　　　　　　徳田村━━━━━━┛い　　┃お　　　　　　　┃
　　　　　　　　　　　　　　　　　　　　　　　　　　　　　　　　┃平成16年11月1日
　　　　　　　　　　　　　　　　　　　　　　　　　　　　　　　　┃新設合併、新・西条市発足
　　　　　　　　　　　　　　　　　　　　　　　　　西条市━━━━╋━━西条市
　　　　　　　　　　　　　　　　　　　　　　　　　東予市━━━━┫
　　　　　　　　　　　　　　　　　　　　　　　　　小松町━━━━┛

あ　大正2年12月13日　丹原町、町制施行
い　昭和30年4月25日 丹原町・徳田村が合併し丹原町に
う　昭和30年7月20日 中川村・桜樹が合併し中川村に
え　昭和31年9月1日 中川村のうち大字滑川、大字明河字九騎及び大字明河字海上の区域が温泉郡川内村へ編入、
　　町制施行して温泉郡川内町となる
お　昭和31年9月30日 大字明河字塩獄の区域が温泉郡川内町へ編入

（注記）中川村以外の合併以前の系譜はそれぞれの市町村の記事を参照のこと。

```

## 地域
合併・発足時の7つの旧村がそのまま大字を形成し、丹原町になっても引き継がれた。:湯屋口（ゆやぐち）、志川（しかわ）、寺尾（てらお）、来見（くるみ）、石経（いしきょう）、関屋（せきや）、明穂（あかお）
平成の大合併により西条市の一部となった現在では、地名表記は西条市に「丹原町」を続け、大字は省く。
例 西条市丹原町湯屋口
なお、「明穂」は中山川をはさんで飛び地があり、明治の村の成立時、中川村（後に丹原町）と石根村（後に小松町）に分割されたため、周桑郡丹原町と小松町に同じ名称の大字が存在した。なお、平成の合併により、西条市になってからは、「明穂」の前にそれぞれ「丹原町」「小松町」を付して区別している。また、「あかほ」と読まれることもあったが、西条市になってからは「あかお」に統一された。
現在、行政上の地名として「中川」は完全に消滅しているが、診療所や懐石料理店にその名を残している。